# Port Orford
Port Orford és una població dels Estats Units a l'estat d'Oregon. Segons el cens del 2000 tenia 1.153 habitants.

## Demografia
Segons el cens del 2000, Port Orford tenia 1.153 habitants, 571 habitatges, i 311 famílies. La densitat de població era de 278,2 habitants per km².
Dels 571 habitatges en un 19,6% hi vivien nens de menys de 18 anys, en un 44% hi vivien parelles casades, en un 9% dones solteres, i en un 45% no eren unitats familiars. En el 39% dels habitatges hi vivien persones soles el 18,2% de les quals corresponia a persones de 65 anys o més que vivien soles. El nombre mitjà de persones vivint en cada habitatge era de 2 i el nombre mitjà de persones que vivien en cada família era de 2,66.
Per edats la població es repartia de la següent manera: un 18,8% tenia menys de 18 anys, un 3,4% entre 18 i 24, un 19,7% entre 25 i 44, un 30,8% de 45 a 60 i un 27,3% 65 anys o més.
L'edat mediana era de 50 anys. Per cada 100 dones de 18 o més anys hi havia 92,2 homes.
La renda mediana per habitatge era de 23.289$ i la renda mediana per família de 29.653$. Els homes tenien una renda mediana de 35.221$ mentre que les dones 15.179$. La renda per capita de la població era de 16.442$. Aproximadament el 16,1% de les famílies i el 17,8% de la població estaven per davall del llindar de pobresa.

## Poblacions més properes
El següent diagrama mostra les poblacions més properes.